# Zaqqūm

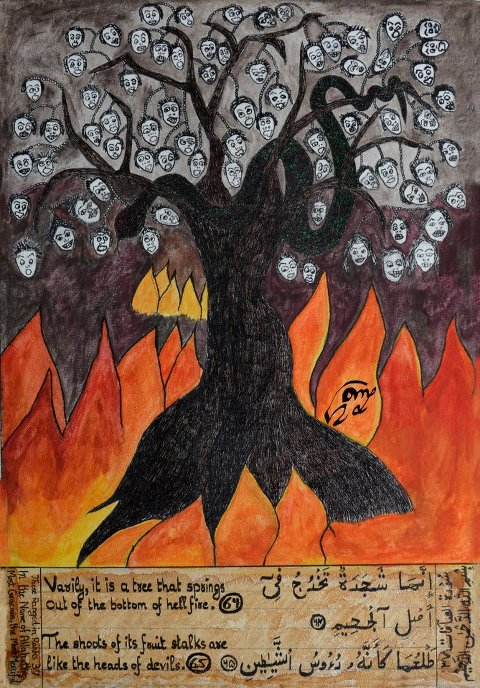
Zaqqum-Baum, mit einem Zitat aus Sure 37

Der Zaqqum-Baum (arabisch زقوم, DMG Zaqqūm) oder auch Saqqum-Baum ist ein verfluchter Baum, der im Koran viermal erwähnt wird: Sure 37, Vers 62 (Gegenüberstellung der Gnade der Rettung und Zaqqūm); Sure 44:43/44 (Speise des Sünders); Sure 56:50–52 (Speise für Irregegangene und Leugner am Tag des Gerichts); Sure 17:60 (Warnung vor dem verfluchten Baum im Qur`an).
Der Baum wird zwar im Koran als „verflucht“ bezeichnet und sein Zweck benannt, er selbst und seine Früchte jedoch nicht näher beschrieben. Der traditionellen und Hadith-Literatur nach soll er direkt dem Höllenfeuer entwachsen. Seine Fruchtscheide soll aussehen wie die Köpfe von Satanen. Die Verdammten im Dschahannam (Hölle) sollen ewig die Früchte dieses Baumes essen müssen, die wie flüssiges Metall sind und wie kochendes Wasser in den Bäuchen der Sünder brennen (letzteres als Verallgemeinerung nach Sure 56:54 „…und darauf von siedendem Wasser trinken“). Die Bedeutung des Baumes findet verschiedene Bedeutung in der islamischen Tradition. So diente sie einigen islamischen Gelehrten als eine Beschreibung der Ökologie der Hölle; eine invertierte Fauna die der Dschanna (Paradieses) entgegengesetzt ist. Im Gegensatz zu jener wörtlichen Deutung werden die Früchte sinnbildlich als Früchte der eigenen bösen Taten verstanden, die ihm im Jenseits selbst zum Verhängnis werden.